# Vila Nune
Vila Nune is een plaats (freguesia) in de Portugese gemeente Cabeceiras de Basto en telt 370 inwoners (2001).